# Snöslunga

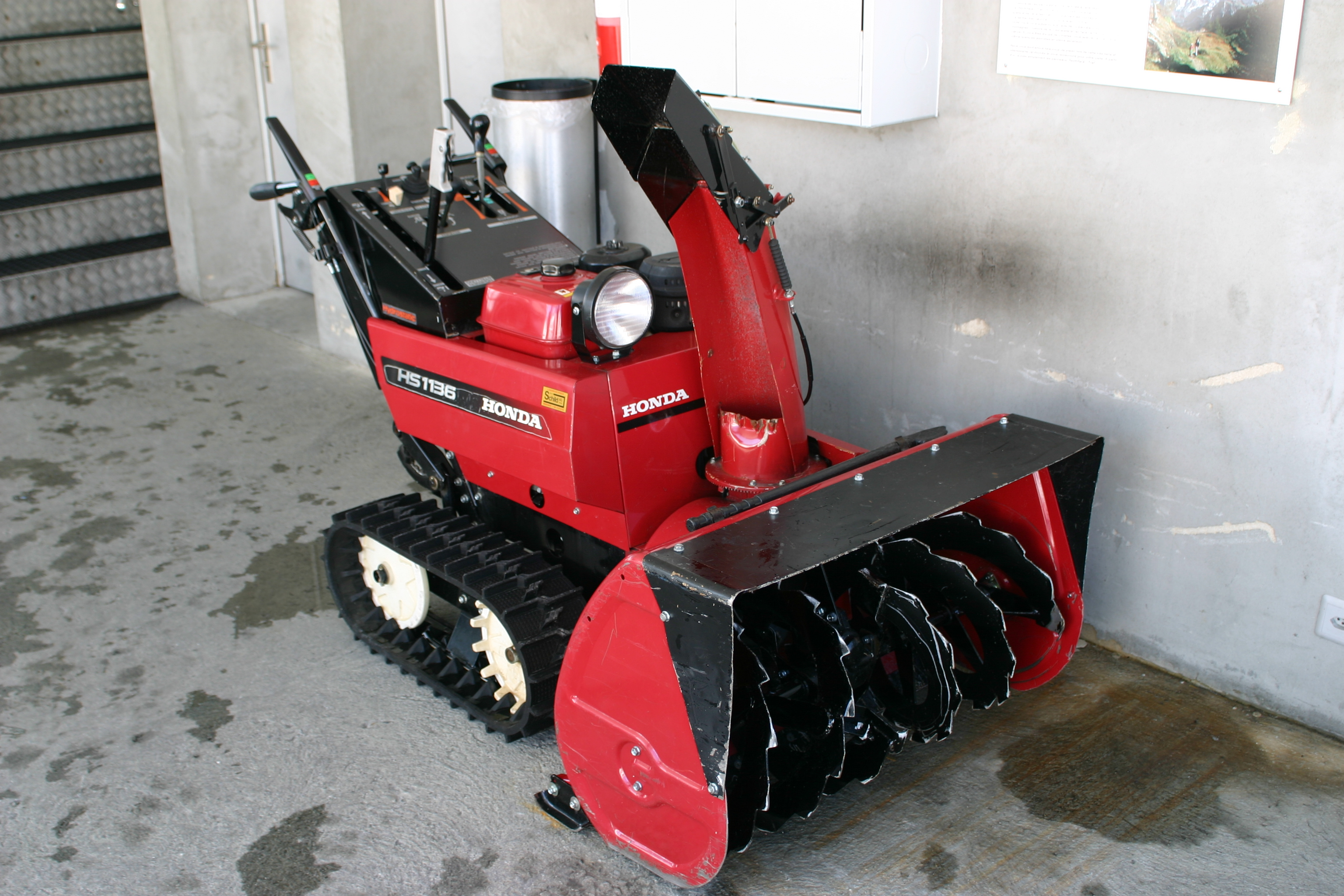
Bandgående snöslunga.

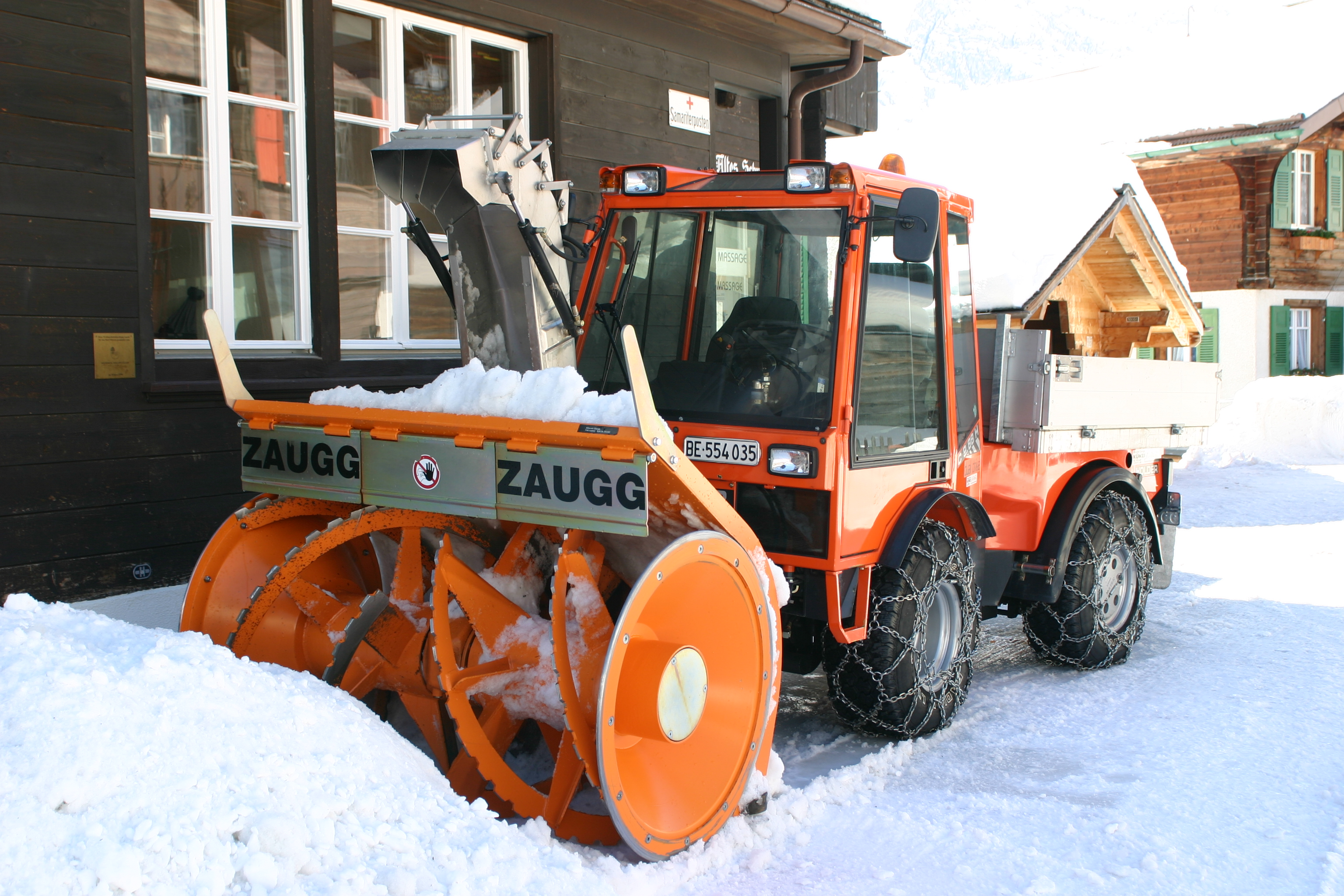
Fordonsburen snöslunga.

En snöslunga är ett motordrivet redskap för snöröjning. Snöslungan samlar upp snö från marken och kastar ut (slungar) snön genom luften till en annan plats eller till en lastbärare för vidaretransport.
De flesta snöslungor – även modeller för hemmabruk – är självgående. Slungans förare går bakom maskinen eller sitter på en förarplats på maskinen. En snöslunga kan också vara ett tilläggsaggregat till entreprenadmaskiner och drivs då ofta av den sistnämndas hydraulsystem. I förarens gränssnitt återfinns vanligen reglage för utkastarens elevation och riktning, slungans framdrivningshastighet samt gaspådrag.
Den vanligaste konstruktionslösningen är den kraftigare tvåstegsslungan. Det första steget består av att en eller flera snöskruvar luckrar upp och samlar ihop snön från marken. I nästa steg accelereras snön av en impeller till tillräcklig fart för att lämna snöslungan genom utkastaren och landa lagom långt bort. Mycket enkla snöslungor kan konstrueras som en enstegsslunga genom att snöskruven ger den uppsamlade snön tillräcklig fart för att slungas ut genom utkastaren.

## Historia
Den (troligtvis) första snöslungan som använts i Sverige importerades 1936 från USA, där sådana varit i bruk några år.